# 吉诺·索普拉科尔代沃莱
吉诺·索普拉科尔代沃莱（義大利語：Gino Sopracordevole，1904年9月24日—1995年9月1日），意大利男子赛艇运动员。他曾代表意大利参加1924年夏季奥林匹克运动会赛艇比赛，获得男子双人单桨有舵手银牌。